# 博茹里什泰

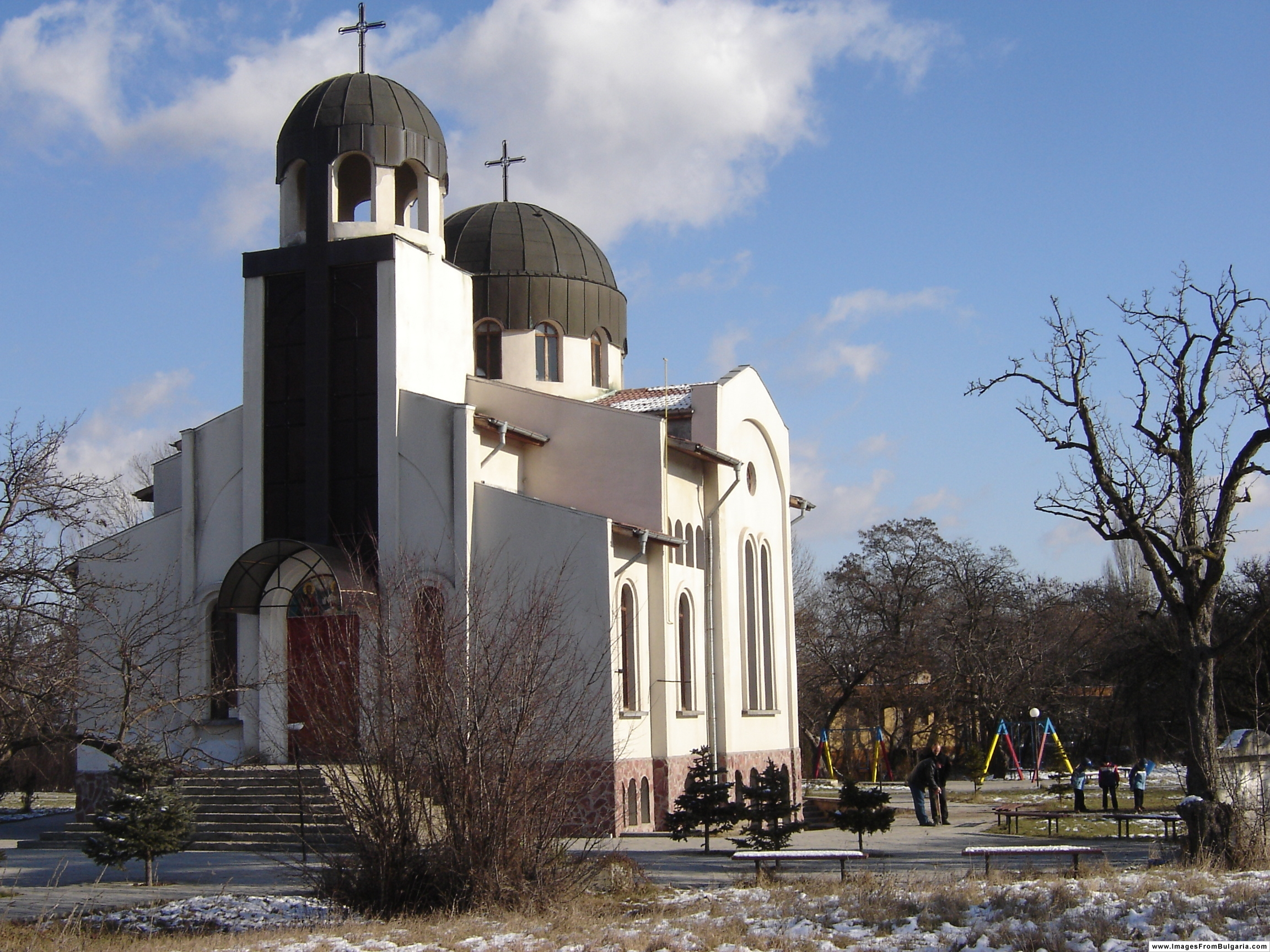
教堂

博茹里什泰是保加利亞中西部索菲亞州博茹里什泰市鎮的城鎮及行政中心，距離首都索菲亞13公里，海拔高度573米，受大陸性氣候影響，2004年人口4,814，居民主要信奉東正教。